# Therese: The Story of Saint Therese of Lisieux (film)
Therese: The Story of Saint Therese of Lisieux – amerykański film biograficzny z 2004 roku w reżyserii Leonarda Defilippisa. Film jest oparty na historii świętej Teresy z Lisieux.

## Opis fabuły
Akcja filmu rozgrywa się we Francji, u schyłku XIX wieku. W pobożnej chrześcijańskiej rodzinie na świat przychodzi piąta córka państwa Martin, Teresa. W wieku 4 lat, umiera jej matka, później opuszczają ją dwie najstarsze siostry, które wstępują do zakonu. Wraz z ojcem udaje się na pielgrzymkę do Rzymu, by podczas audiencji, poprosić Papieża o zgodę na wcześniejsze przyjęcie do karmelu. W wieku 15 lat Teresa zostaje karmelitanką. Tu odkrywa swoją "małą drogę dziecięctwa duchowego". Zachęca inne zakonnice, aby podążały jej śladem.

## Obsada
- Lindsay Younce jako Teresa Martin
- Linda Hayden jako Pauline Martin
- Judith Kaplan jako Matka Marie de Gonzague
- Brian Shields jako Pranzini
- Maggie Rose Fleck jako Marie Martin
- Samantha Kramer jako Siostra Augustine
- Melissa Sumpter jako młoda św. Teresa
- Susan Funk jako Siostra Anne

i inni.